# Hlasové ústrojí
Hlasové neboli fonační ústrojí (angl. vocal tract) je oblast, v níž vzniká lidský nebo zvířecí hlas.
U lidí sestává z hrtanu a hlasivek (včetně epiglottis, hlasivkové štěrbiny). V hrtanu vzniká tzv. základní tón, který je v horní části hrtanu a v nadhrtanových dutinách (tj. v dutině hrdelní, ústní a nosní) obohacován o tzv. svrchní harmonické tóny, které tvoří barvu (témbr) hlasu, čímž teprve vzniká hlas, jak ho známe. Hlasové ústrojí je spolu s ústrojím dechovým (respiračním) a hláskovacím (artikulačním) jedním ze tří ústrojí, která se podílejí na produkce řeči. (Nadhrtanové dutiny jakožto rezonanční prostor jsou součástí artikulačního ústrojí).
Průběh produkce hlasu hlasovým ústrojím lze zachytit pomocí magnetické rezonance.